# Danh sách người LGBT công khai đầu tiên nắm giữ chức vụ ở các cơ quan chính trị
Đây là danh sách các cơ quan chính trị do một người đồng tính nữ, đồng tính nam, song tính hoặc chuyển giới nắm giữ, với thông tin chi tiết về người nắm giữ chức vụ đầu tiên của mỗi văn phòng. Danh sách này chỉ nên liệt kê những người công khai LGBT trước hoặc trong nhiệm kỳ của họ tại chức; và không nên liệt kê những người được công khai sau khi từ giã chính trường, hoặc những người được đồn đoán tính dục theo các nguồn tài liệu tham khảo sau khi họ qua đời.
Năm trong ngoặc là năm mà viên chức văn phòng được bầu chọn là người LGBT công khai. Nếu họ rời nhiệm kỳ thì được gọi là sau năm trong ngoặc đơn.
Nó được đặt hàng theo quốc gia, theo ngày hẹn. Cựu quốc gia cũng sẽ được liệt kê.
Danh sách này không đầy đủ, bạn cũng có thể giúp mở rộng danh sách.

## Người đứng đầu chính phủ

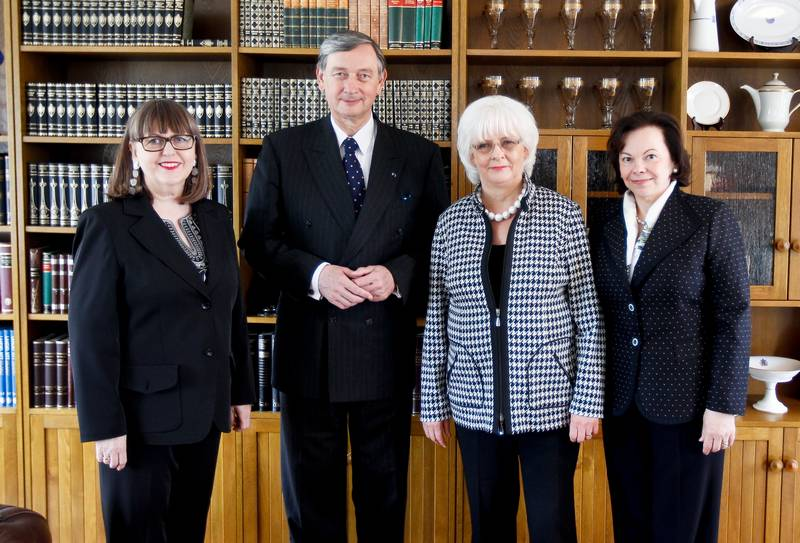
Cựu thủ tướng Iceland Jóhanna Sigurðardóttir (thứ hai từ phải sang) và vợ Jónína (ngoài cùng bên trái) với Tổng thống Slovenia Danilo Türk và vợ Barbara. Chuyến thăm chính thức tới Slovenia.

| # | Tên                    | Năm                 | Quốc gia   | Văn phòng | Ghi chú                                            |
| - | ---------------------- | ------------------- | ---------- | --------- | -------------------------------------------------- |
| 1 | Per-Kristian Foss      | 2002                | Na Uy      | Thủ tướng | quyền Thủ tướng trong một thời gian ngắn           |
| 2 | Jóhanna Sigurðardóttir | 2009–2013           | Iceland    | Thủ tướng | người đứng đầu chính phủ thường trực LGBT đầu tiên |
| 3 | Elio Di Rupo           | 2011–2014           | Bỉ         | Thủ tướng |                                                    |
| 4 | Xavier Bettel          | 2013–nay            | Luxembourg | Thủ tướng |                                                    |
| 5 | Leo Varadkar           | 2017–2020, 2022–nay | Ireland    | Taoiseach |                                                    |
| 6 | Ana Brnabić            | 2017–nay            | Serbia     | Thủ tướng |                                                    |

## Cơ quan quốc tế

### Liên minh châu Âu

#### Ủy ban châu Âu
- Ủy viên thương mại châu Âu – Peter Mandelson – 2004[6] (Anh)

#### Nghị viện châu Âu
- Áo – Ulrike Lunacek – 2009[7]
- Đan Mạch – Torben Lund – 1999[8][9]
- Bỉ – Petra De Sutter – 2019
- Phần Lan – Silvia Modig – 2019[10]
- Pháp – Roger Karoutchi – 1997[11] [Công khai đồng tính vào năm 2009]
- Đức – Lissy Gröner – 1989[12]
- Ireland – Maria Walsh – 2019
- Italy – Gianni Vattimo – 1999[13]
- Hà Lan – Herman Verbeek (PPR) – 1984[14]
- Ba Lan – Robert Biedroń (Mùa xuân) – 2019
- Tây Ban Nha – José María Mendiluce Pereiro (PSOE; sau đó tham gia Xanh) – 1999–2004[15] [Công khai vào năm 2003]
- Tây Ban Nha – Antoni Comín (Junts) – 2019
- Thụy Điển – Fredrick Federley – 2014[16]
- Anh – Tom Spencer – 1999[17] [Công khai vào năm 1999]
- Anh – Nikki Sinclaire – 2009[18] [Công khai đồng tính vào năm 2004; Công khai người chuyển giới vào năm 2013]

## Châu Mỹ

### Aruba
- Quốc hội Aruba (Thượng nghị sĩ) – Miguel Mansur – 2021[19] [Lãnh đạo đảng đồng tính công khai đầu tiên]

### Argentina
- Thượng viện – Osvaldo López – 2011[20] [Người đồng tính nam công khai đầu tiên]
- Hạ viện – Analuz Carol – 2015[21] [Người đồng tính nữ công khai đầu tiên]
- Hạ viện – Leonardo Grosso – 2011[22] [Người đồng tính nam công khai đầu tiên; Công khai xu hướng tính dục: 2018]
- Bộ trưởng Chính phủ (Bộ Ngoại giao và Sùng đạo) – Jorge Faurie – 2017[23] [Người đồng tính nam công khai đầu tiên]
- Bộ trưởng Chính phủ (Thứ trưởng đặc trách Chính sách Đa dạng) – Alba Rueda – 2019[24][25] [Người chuyển giới công khai đầu tiên]
- Thành viên Chính phủ (Văn phòng Điều phối Đa dạng và Không phân biệt đối xử của Bộ An ninh) – Mara Pérez Reynoso – 2015[26] [Người chuyển giới công khai đầu tiên]
- Thống đốc tỉnh (Tierra del Fuego) – Gustavo Melella – 2019[27] [Người đồng tính nam công khai đầu tiên]
- Cơ quan lập pháp thành phố Buenos Aires – María Rachid – 2011[28] [Người đồng tính nữ công khai đầu tiên]
- Cơ quan lập pháp thành phố Buenos Aires – Maximiliano Ferraro – 2011[29] [Người đồng tính nam công khai đầu tiên]

### Bolivia
- Dân biểu – Manuel Canelas – 2014[30] [Người đồng tính nam công khai đầu tiên]

### Brasil
- Ủy viên hội đồng (Colônia do Piauí) - Kátia Tapety – 1992[31] [Người chuyển giới đầu tiên được bầu]
- Phó thị trưởng - Kátia Tapety – 2004[31] [Người chuyển giới đầu tiên]
- Dân biểu (Nghị sĩ Liên bang) - Clodovil Hernandes – 2006[32] [Người đồng tính nam công khai đầu tiên]
- Ủy viên hội đồng (Salvador) - Leo Kret  – 2008[33] [Người chuyển giới đầu tiên được bầu]
- Thị trưởng đầu tiên được bầu (Lins, São Paulo) - Edgar de Souza – 2012[34]
- Thị trưởng (Itapecerica, Minas Gerais) - Wirley Rodrigues Reis - 2016[35]
- Ủy viên hội đồng (Rio de Janeiro) - Marielle Franco (2017) và David Miranda (2019)[36] [Người song tính nữ công khai đầu tiên và người đồng tính nam công khai đầu tiên]
- Ủy viên hội đồng (São Paulo) - Fernando Holiday - 2016[37]
- Thượng nghị sĩ (Espírito Santo) - Fabiano Contarato – 2018[38]
- Dân biểu (Nghị sĩ bang São Paulo) - Erica Malunguinho - 2018[39] [Dân biểu quốc hội chuyển giới đầu tiên]
- Dân biểu (Nghị sĩ Liên bang) - David Miranda – 2019[40]
- Thống đốc (Rio Grande do Sul) - Eduardo Leite - 2021[41]

### Chile
- Nghị viên – Jaime Parada – 2012[42] [Người đồng tính nam công khai đầu tiên]
- Nghị viên – Zuliana Araya – 2012[43] [Người phụ nữ chuyển giới được bầu đầu tiên ở Valparaiso]
- Hạ viện – Claudio Arriagada – 2013[44] [Người đồng tính nam công khai đầu tiên]
- Hạ viện – Guillermo Ceroni – 2013[45]
- Hạ viện – Emilia Schneider – 2021[46] [Người chuyển giới công khai đầu tiên]
- Hạ viện – Marcela Riquelme – 2021[47] [Người đồng tính nữ công khai đầu tiên (2021)]
- Hạ viện – Camila Musante – 2021[47] [Người đồng tính nữ công khai đầu tiên (2021)]

### Colombia
- Bộ trưởng Bộ Giao thông Vận tải – Cecilia Álvarez-Correa Glen −2012–2014[48] [Công khai: 2014]
- Bộ trưởng Bộ Giáo dục – Gina Parody – 2014–2018[49]
- Bộ trưởng Bộ Thương mại và Công nghiệp – Cecilia Álvarez-Correa Glen – 2014–2018[48]
- Bộ trưởng Bộ Môi trường và Phát triển Bền vững – Ricardo Lozano Picón – 2018[50]
- Thượng nghị viện – Claudia López – 2015[51]
- Hạ viện – Angélica Lozano Correa – 2014[52]
- Cơ quan quốc gia (Giám đốc của Alexander von Humboldt Viện đa dạng sinh học) – Brigitte Baptiste[53] [Chuyển giới nữ đầu tiên]
- Thị trưởng Bogota – Claudia López – 2019[51]

### Costa Rica
- Hội đồng lập pháp – Carmen Muñoz – bầu năm 2010[54] và được bổ nhiệm bộ trưởng vào năm 2014 [người đồng tính nữ công khai đầu tiên]
- Bộ trưởng nội các – Wilhelm von Breymann Barquero – bổ nhiệm năm 2014.[55][56] [người đồng tính nam công khai đầu tiên]
- Hội đồng lập pháp - Enrique Sánchez - 2018 [57] [người đồng tính nam công khai đầu tiên]

### Cuba
- Hội đồng thành phố – Adela Hernandez– 2012[58] [Người chuyển giới đầu tiên được bầu vào văn phòng]

### Ecuador
- Bộ trưởng Y tế: Carina Vance Mafla – 2012[59]
- Quốc hội – Diane Marie Rodríguez Zambrano – 2017[60] [Nhà lập pháp phụ nữ chuyển giới đầu tiên]

### El Salvador
- Thị trưởng (Intipucá) – Hugo Salinas – 2009[61]

### Guatemala
- Đại biểu quốc hội – Sandra Morán – 2016[62] [Đại biểu đồng tính nữ đầu tiên]
- Đại biểu quốc hội – Aldo Dávila – 2020[63][64][Đại biểu đồng tính nam đầu tiên]
- Nghị sĩ Quốc hội Trung Mỹ – José Carlos Hernández Ruano –2020[65][66][Nghị sĩ đồng tính nam Guatemala đầu tiên]

### Mexico
- Hạ viện – Patria Jiménez – 1997[67] [Đồng tính nữ đầu tiên công khai]
- Hạ viện – David Sánchez Camacho – 2006[68] [Đồng tính nam đầu tiên công khai]
- Quốc hội địa phương (Quận liên bang) – Enoé Uranga – 2000[69] [First openly lesbian female]
- Quốc hội địa phương (Quận liên bang) - David Sánchez Camacho – 1997[68] [Đồng tính nam đầu tiên công khai]
- Chủ tịch thành phố (Fresnillo, Zacatecas) -Benjamín Medrano Quezada – 2013[70] [Đồng tính nam đầu tiên công khai]
- Hội đồng thành phố (Guanajuato, Guanajuato) - Rubí Suárez Araujo - 2016 [ủy viên hội đồng thành phố chuyển giới đầu tiên]
- Hội đồng thành phố (Thành phố Durango, Durango) - Ezequiel García Torres - 2017 [Đồng tính nam đầu tiên công khai]

### Peru
- Ủy viên hội đồng – Luisa Revilla – 2014[71] [Chuyển giới nữ đầu tiên]
- Đại biểu quốc hội – Carlos Bruce – 2006; 2016–2021[72] [Đại biểu đồng tính nam đầu tiên công khai; Công khai: 2014]
- Đại biểu quốc hội – Alberto de Belaunde (Tập hợp lại) – 2016[73]
- Bộ Giao thông vận tải – Carlos Bruce – Tháng 9, 2017[74]

### Puerto Rico
- Chánh án Tòa án tối cao Puerto Rico – Maite Oronoz Rodríguez – 15 tháng 7 năm 2014[75]

### Uruguay
- Giám đốc tư vấn vĩ mô trong các chính sách xã hội – Andrés Scagliola – 2010[76] [Thành viên đồng tính công khai đầu tiên của chính phủ; Công khai: 2011]
- Hạ viện (Quốc hội thay thế) – Martín Couto – 2014[77] [Đại biểu đồng tính công khai đầu tiên; Công khai: 2017]
- Thành viên của Quốc hội – Michelle Suárez Bértora – 2014[78] [Nhà lập pháp chuyển giới đầu tiên]

### Venezuela
- Quốc hội – Tamara Adrián – bầu 2015[79] [Chuyển giới nữ đầu tiên]
- Quốc hội - Rosmit Mantilla – bầu 2015[80] [Đồng tính nam đầu tiên công khai]